# The Next Best Thing (музика из филма)
The Next Best Thing је четврти саундтрек албум поп певачице Мадоне, издат 21. фебруара 2000. године од стране Maverick Records. Издат је како би промовисао и пропратио критички уништен и неуспешан филм из 2000. истог наслова, у коме су главне улоге тумачили Мадона и Руперт Еверет, а њих двоје се и налазе на омоту албума.

## Историја албума
Мадона је била извршни продуцент саундтрека и сама је изабрала све песме које се на њему налазе. На албуму се налазе две нове Мадонине песме: прва је American Pie, обрада познате истоимене песме Дона МекЛина, а друга је Time Stood Still, балада која се у филму чује у инструменталној верзији. Обе песме су продуцирали Мадона и Вилијам Орбит.
American Pie је била издата као сингл у већини земаља света, осим у оној којој је посвећена - САД. Сингл је постао број један широм света, а иако није издат у САД, и тамо је достигао #29 захваљујући великом броју пуштања на америчким радио-станицама, и тако је постао рекордни радијски деби. Што се тиче аутора песме, Дона МекЛина, он је изјавио: "Одушевљен сам што је Мадона одлучила да сними American Pie. Ја сам њен обожавалац и сматрам је колосалним извођачем и појавом у музичком бизнису... Сигуран сам да шта год уради са песмом, то ће бити узбудљиво и одлично". Песма је доста скраћена у односу на оригиналну верзију, и много је више у поп-денс маниру. Такође је приметно и да пратеће вокале пева Руперт Еверет. Он је, заправо, и био особа која је Мадони предложила да сними своју верзију песме, након снимања сцене у филму када они на сахрани свог пријатеља певају ту песму у знак сећања.
Саундтрек, поред две Мадонине, садржи и песме других извођача, попут Мобија, Кристине Агилере, Бет Ортон и Грув Армаде.

## Списак песама
| #   | Име |
| --- | --- |
| 1.  | *   |
| 2.  | *   |
| 3.  | *   |
| 4.  | *   |
| 5.  | *   |
| 6.  | *   |
| 7.  | *   |
| 8.  | *   |
| 9.  | *   |
| 10. | *   |
| 11. | *   |
| 12. | *   |